# Clymene uranthus
Clymene uranthus är en ringmaskart som beskrevs av Savigny in Quatrefages 1866. Clymene uranthus ingår i släktet Clymene och familjen Maldanidae. Inga underarter finns listade i Catalogue of Life.